# Richard Turner (calciatore)
Richard Rennie Turner (Hornsey, 24 aprile 1882 – Worthing, 1º dicembre 1960) è stato un calciatore britannico.
Nonostante nel 1900 giocasse con i Crouch End Vampires FC di Londra, Turner partecipò ai Giochi olimpici di Parigi 1900, con l'Upton Park, nel torneo calcistico. Nell'unica partita dei britannici, contro la rappresentativa francese, Turner segnò uno dei quattro gol dell'Upton Park.